# Zgrzytnica ostowa
Zgrzytnica ostowa (Agapanthia cardui) – gatunek chrząszcza z rodziny kózkowatych (Cerambycidae).

## Zasięg występowania
Występuje w południowej i środkowej Europie. Na południu sięga po Gibraltar, Sycylię i południową Grecję. Na północy nie występuje w Skandynawii oraz części krajów położonych nad Bałtykiem, zaś na Wyspach Brytyjskich spotykana tylko wyjątkowo.
W Polsce znane są historyczne stanowiska, jednak prawdopodobnie obecnie nie występuje.

## Budowa ciała
Osiąga 6–14 mm długości ciała. Wierzchołki pokryw zaokrąglone, wzdłuż szwu ciągnie się jasna pręga, zaś cała powierzchnia jest pokryta długa, gęstą szczecinką. Poszczególne człony czułków niebieskie u podstawy i czarne na końcach. 

## Biologia i ekologia

### Tryb życia i biotop
Spotykana w suchych, ciepłych miejscach (chętnie na murawach kserotermicznych) porośniętych roślinnością zielną. Imago aktywne od kwietnia lub maja do lipca.

### Odżywianie
Postacie dorosłe żywią się liśćmi roślin zielnych. Larwy żerują wewnątrz łodyg różnych roślin, m.in. z rodzajów barszcz, oset, ostrożeń, sadziec oraz świerzbnica.